# 17-я сессия Комитета всемирного наследия ЮНЕСКО

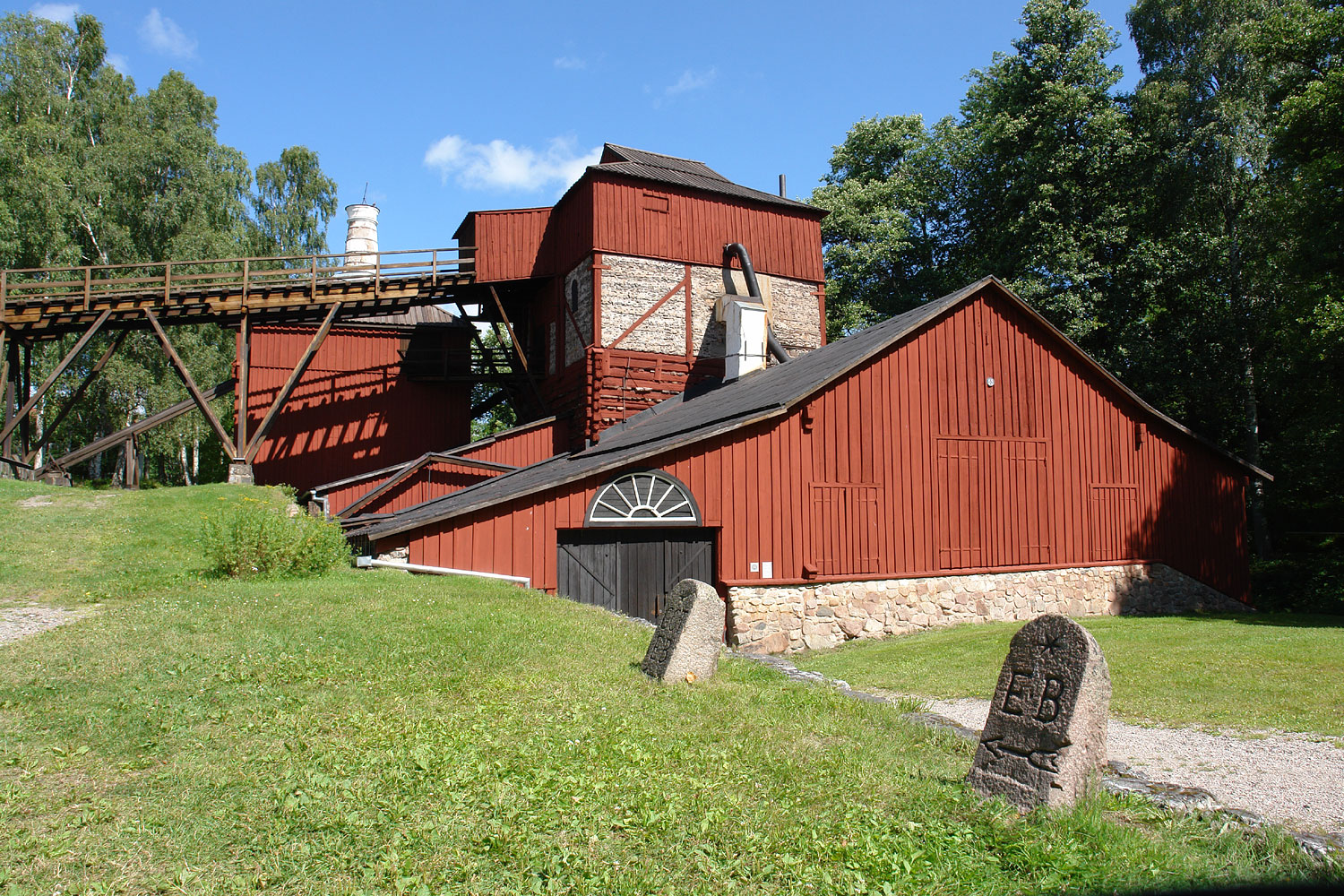
Железоделательный завод Энгельсберг

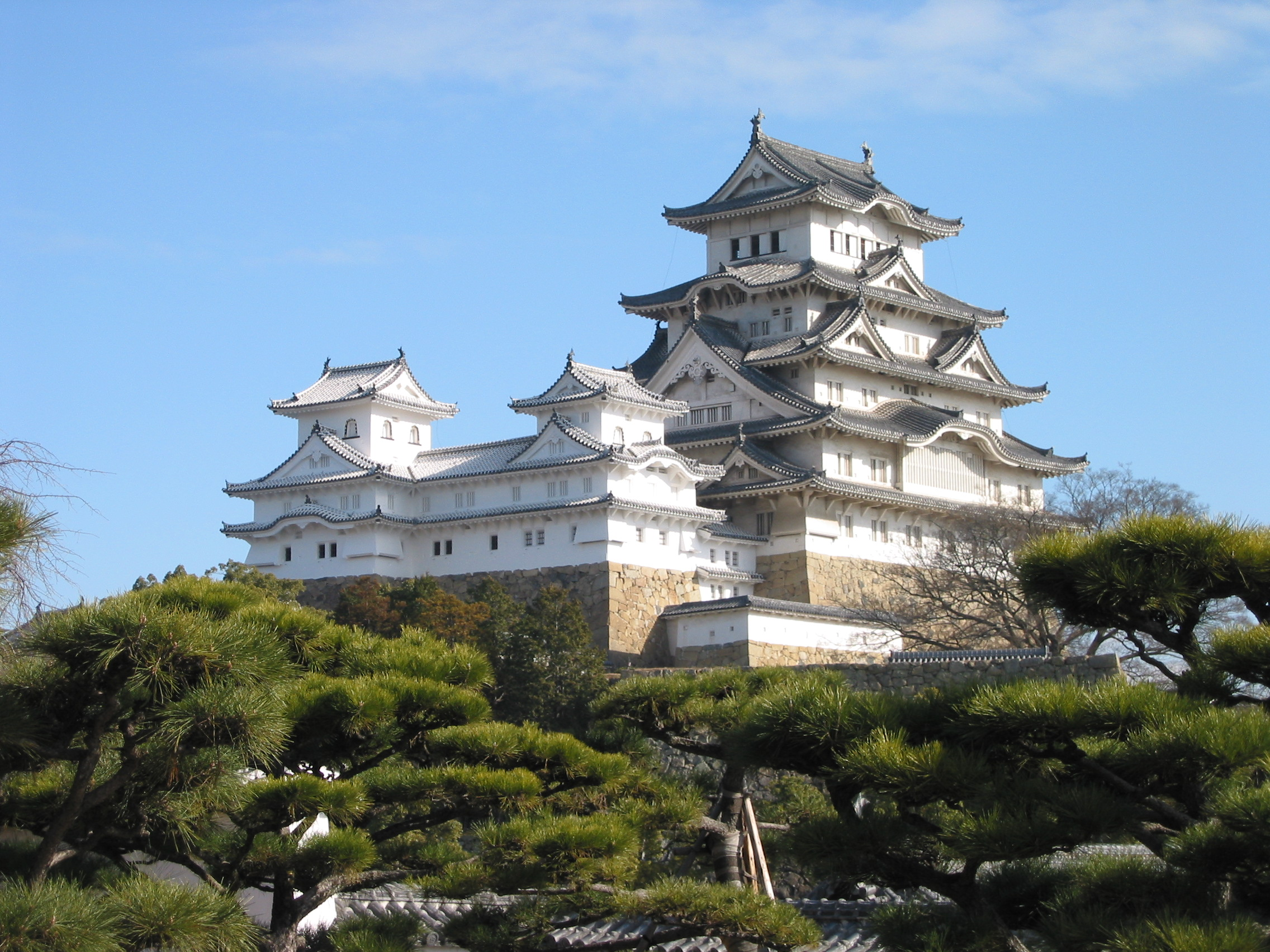
Замок Химэдзи

17-я сессия Комитета всемирного наследия ЮНЕСКО проходила с 6 по 11 декабря 1993 года, в Картахена, Колумбия. Было подано 33 объектов в список всемирного наследия ЮНЕСКО. 29 объекта культурного наследия и 4 природного наследия. Таким образом, общее число регистраций достигло 411 (305 культурного наследия, 15 смешанных и 91 природных описания наследия).

## Объекты, внесённые в список всемирного наследия

### Культурное наследие
Германия: Город Бамберг
Германия: Монастырь Маульбронн
Сальвадор: Археологические памятники древнего поселения Хойя-де-Серен
Филиппины: Церкви Филиппин в стиле барокко
Ирландия: Археологические находки Ньюгрейндж в долине реки Бру-на-Бойн
Индия: Гробница Хумаюна в Нью-Дели
Индия: Башня Кутб-Минар и окружающие её археологические памятники в Нью-Дели
Италия: И-Сасси-ди-Матера - старые районы города Матера
Япония: Буддийские памятники на площади Хорю-дзи
Япония: Замок Химэдзи
Йемен: Исторический город Забид
Мексика: Исторический центр города Сакатекас
Мексика: Наскальная живопись в горах Сьерра-де-Сан-Франсиско
Мексика: Исторический центр города Сакатекас
Узбекистан: Исторический центр города Бухара
Парагвай: Иезуитские миссии Ла-Сантисима-Тринидад-де-Парана и Хесус-де-Таваранге
Румыния: Деревни с укреплёнными церквями в Трансильвании Веркирхе
Румыния: Церковь Воскресения в монастыре Сучевица (расширена в 2010 году)
Румыния: Монастырь Хорезу
Россия: Археологический ансамбль Троице-Сергиева лавра в Сергиевом Посаде
Словакия: Историческая деревня Влколинец
Словакия: Исторический город Банска-Штьявница и памятников в этом регионе
Словакия: Левоча, Спишский Град и связанные с ними культурные памятники (расширена в 2009 году)
Испания: Археологический ансамбль в городе Мерида
Испания: Королевский монастырь Санта-Мария-де-Гуадалупе
Испания: Путь Святого Иакова
Венесуэла: Коро и его порт
Вьетнам: Комплекс памятников Хюэ
Швеция: Железоделательный завод Энгельсберг
Швеция: Археологические объекты Бирка и Ховгорден

### Природное наследие
Филиппины: Морской парк Туббатаа
Япония: Остров Якусима
Япония: Горы Сираками
Мексика: Резерват китов Эль-Вискаино

### Расширены
Национальный парк Тонгариро в Новой Зеландии (признана Природным наследием в 1990 году, в 1993 году в качестве дополнительного культурного наследия)

### Убраны из Красного списка
Ни один объект не был добавлен.

### Добавлены в Красный список
Национальный парк Эверглейдс в США после прохождения Урагана Эндрю.